# L’Hospitalet de Llobregat
L’Hospitalet de Llobregat (spanyolul: Hospitalet de Llobregat) egy település Spanyolországban, Barcelona tartományban. Teljesen egybeépült Barcelonával, annak elővárosának tekinthető. Lakosainak száma 279 993 fő (2024).

## Történelme
A településről szóló első feljegyzések a neolitikumra nyúlnak vissza, amikor a Llobregat folyó vidékén emberi település nyomait találták. Az I. e. 2. századból származó római leleteket is találtak, például egy Medúza fejét ábrázoló temetési dísztárgyat, amely ma a Katalán Régészeti Múzeumban található. Azonban csak a 10. században jelennek meg írásos emlékek Provençana-ról (a város eredeti neve).
A településnek a 20. század fordulóján körülbelül 5000 lakosa volt. A 20. század elején három különböző városi településből állt: Centre, Sta. Eulàlia és Collblanc. A helyi mezőgazdasági termelés és jövedelmezőség ebben az időszakban érte el csúcspontját. A település egy része (900 hektár) 1920-ban Barcelona városához került. L'Hospitalet ezután elsősorban ipari településsé vált, amely a textil-, fémmegmunkáló, kerámia- és építőanyag-iparra összpontosított.
Az 1960-as és 1970-es években a spanyolországi szegényebb régiókból érkező bevándorlók miatt második népességrobbanás következett be: azonban ez nem járt együtt a szükséges infrastruktúra kiépítésével, és csak az 1990-es években eredményezett az állami beruházás további iskolák, szabadidős létesítmények és lakások építését.

## Földrajza
L’Hospitalet de Llobregat Barcelona, El Prat de Llobregat, Cornellà de Llobregat és Esplugues de Llobregat községekkel határos.

## Közlekedés
A városrész jól megközelíthető, az R1-es Rodalies Barcelona járat végállomása, de érinti a villamos és a metró több vonala is.

### Metróállomások
| Név                                  | Megnyitás éve                      | Vonalak     |
| ------------------------------------ | ---------------------------------- | ----------- |
| Avinguda Carrilet                    | 1987                               | L1, L8      |
| Bellvitge                            | 1989                               | L1          |
| Can Boixeres                         | 1976                               | L5          |
| Can Serra                            | 1987                               | L1          |
| Can Tries \| Gornal                  | 2016                               | L9, L10     |
| Can Vidalet                          | 1976                               | L5          |
| Collblanc                            | 1969                               | L5, L9, L10 |
| Ernest Lluch                         | 2021                               | L5          |
| Europa-Fira                          | 2007                               | L8, L9      |
| Fira                                 | 2016                               | L9          |
| Florida                              | 1987                               | L1          |
| Gornal                               | 1987                               | L8          |
| Hospital de Bellvitge                | 1989                               | L1          |
| Ildefons Cerdà/Ciutat de la Justícia | 1987                               | L8, L10     |
| Pubilla Cases                        | 1973                               | L5          |
| Provençana                           | 2019                               | L10         |
| Rambla Just Oliveras                 | 1987                               | L1          |
| Sant Josep                           | 1985                               | L8          |
| Santa Eulàlia                        | 1932 (rebuilt on new site in 1983) | L1          |
| Torrassa                             | 1983                               | L1, L9, L10 |

## Látnivalók
- Porta Fira Szálloda

## Testvértelepülések
- Tuzla
- Bayonne

## Népesség
A település lakosságának változását az alábbi diagram mutatja:
| Lakosok száma | 504  | 4295 | 48 540 | 122 813 | 276 865 | 246 415 | 253 782 | 253 518 | 264 923 | 279 993 |
|               | 1717 | 1887 | 1936   | 1960    | 1986    | 2003    | 2008    | 2014    | 2019    | 2024    |